# 3824 Brendalee
3824 Brendalee eller 1929 TK är en asteroid i huvudbältet som upptäcktes den 5 oktober 1929 av den amerikanske astronomen Clyde Tombaugh vid Lowell-observatoriet. Den är uppkallad efter upptäckarens barnbarn Brenda Willoughby Anderson.
Asteroiden har en diameter på ungefär 5 kilometer.